# Alf Whist
Pour les articles homonymes, voir Whist.
Alf Larsen Whist, né le 6 août 1880, mort le 16 juillet 1962, est un homme d'affaires et homme politique norvégien du parti d'extrême droite Nasjonal Samling. 

## Biographie
Pendant l'occupation nazie lors de la Seconde Guerre mondiale, il a été ministre sans portefeuille du Gouvernement national, chargé de l'approvisionnement et de l'effort de guerre industriel. Sa société a traité des commandes de l'Organisation Todt. Il a été accusé de collaboration après la guerre et condamné aux travaux forcés en 1946. Deux juges de la cour d'appel l'avaient condamné à mort, mais il a été gracié et libéré en 1952. Il meurt en 1962.